# Jujubinus exasperatus
Jujubinus exasperatus è una specie di mollusco gasteropode della famiglia Trochidae.

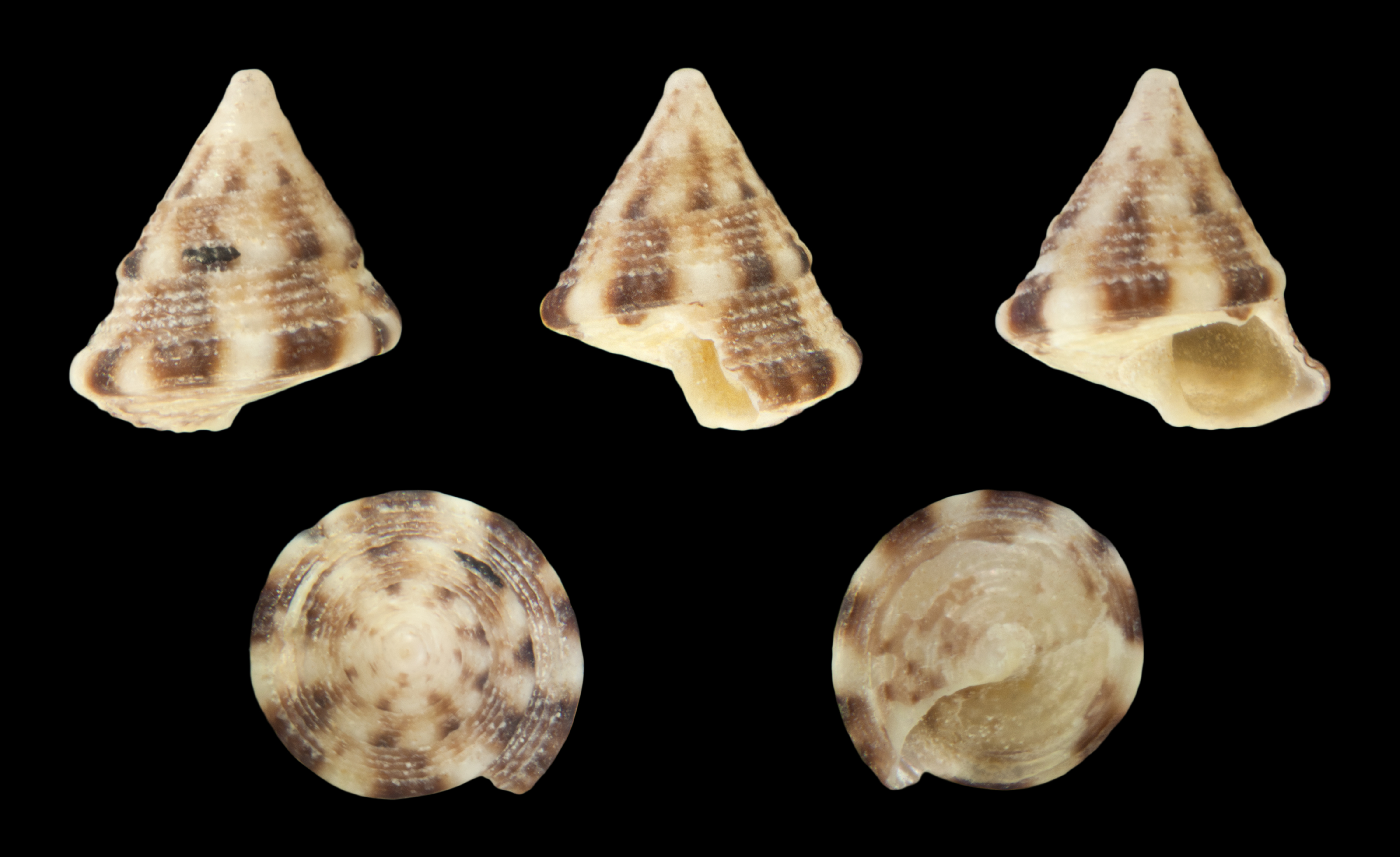
f. monterosatoi

## Habitat e distribuzione
Comune nel Mar Mediterraneo nelle praterie di Posidonia oceanica.

## Alimentazione
Erbivoro, si nutre di alghe.